# Laurent Gamet

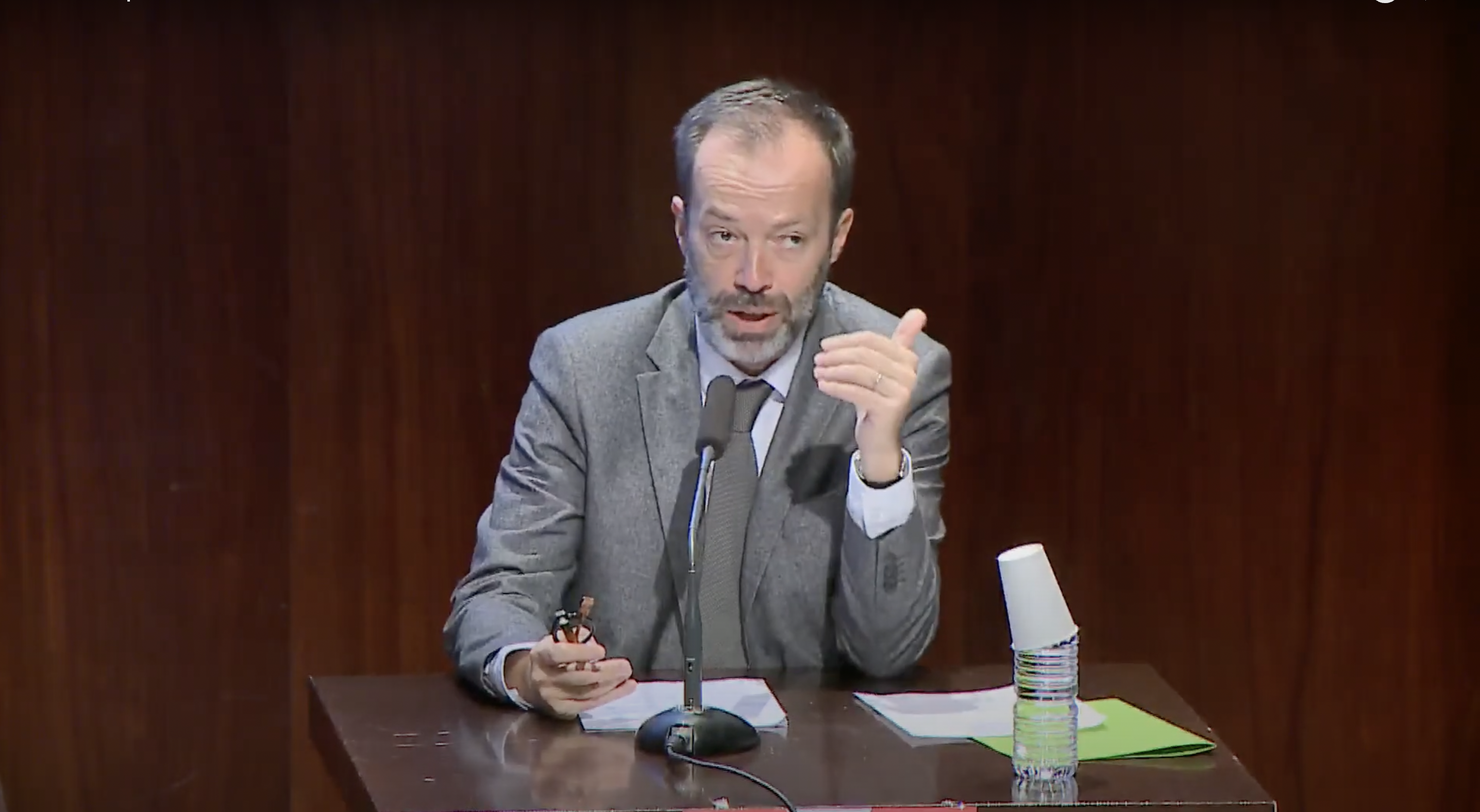
Laurent Gamet

Laurent Gamet (* 1973) ist ein französischer Rechtsprofessor und Rechtsanwalt.

## Bildung
Seine Doktorarbeit wurde in Italien am Europäischen Hochschulinstitut in Florenz geschrieben. Die Dissertation wurde von Pr Jean-Marc Béraud betreut und trägt den Titel Les contrats de travail conclus au titre des dispositifs publics de mise à l'emploi : contribution à l'étude des contrats de travail spéciaux.

## Aktivitäten
Gamet wurde 2002 als Rechtsanwalt in Paris zugelassen.
Bis 2016 lehrte Laurent Gamet an der Universität Paris XIII und an der Universität Rouen. Als Spezialist für Arbeits- und Sozialrecht in Frankreich lehrt er an der juristischen Fakultät von Paris-Est (seit 2016) und an Sciences-Po Paris (seit 2002). Er leitet auch den Sozialrechts-Masterstudiengang der Universität.
Laurent Gamet ist auch Präsident der Sektion Sozialrecht der Société de législation comparée.
Von 2000 bis 2019 war Laurent Gamet Partner in der Anwaltskanzlei Flichy Grangé Avocats. Seit 2020 ist er außerdem Gründungspartner der Pariser Anwaltskanzlei Factorhy Avocats.
Im Juni 2021 wurde er zum Dekan der juristischen Fakultät von Paris-XII gewählt,.

## Auszeichnungen
- Ritter des Ordre des Palmes Académiques (2022)[9].

## Veröffentlichungen
Laurent Gamets Publikationen erscheinen bei Dalloz und LexisNexis, zwei juristischen Verlagen in Frankreich.

### Artikel
- Loft story : le jeu-travail, Droit Social (Dalloz), 2001
- La validité d'une promesse d'embauche figurant dans un contrat de travail, Recueil Dalloz, 2004
- Le test salivaire, Droit Social (Dalloz), 2013
- Critique du droit pénal du travail, Droit Social, 2014
- UberPop, Droit Social (Dalloz), 2015
- Le préjudice d’anxiété, Droit social (Dalloz), 2015
- L’inspection du travail sous ordonnance, Semaine sociale Lamy, 2015
- Ubu et le forfait-jours, Droit social (Dalloz), 2015
- Droits de l'homme au travail, Droit Social (Dalloz), 2016
- Ordonnance pénale, transaction pénale et amendes administratives : le nouveau droit répressif du travail, Semaine sociale Lamy, 2016
- Surveiller et prévenir, Semaine sociale Lamy, 2017
- Inspection du travail et répression, Droit Social (Dalloz), 2017
- Amiante et mise en danger de la vie d’autrui, Semaine sociale Lamy, 2017
- L’accord Goedis sur les droits de l’homme au travail, Cahiers sociaux du barreau de Paris, 2017
- Le droit social et les robots, in Lex robotica, le droit à l’épreuve de la robotique, LGDJ, 2018
- Introduction au(x) droit(s) du travail d'Afrique noire d'expression française, Droit Social (Dalloz), 2018
- Coupe du monde de football et droit du travail au Qatar, Cahiers sociaux du Barreau de paris, 2018
- L’Eglise catholique, le travail et les travailleurs, Droit Social (Dalloz), 2018
- Accident du travail grave ou mortel : pratique de défense pénale, Semaine sociale Lamy, 2018
- Le livreur à vélo, la plateforme et le droit du travail, Actualité juridique, 2019
- Biométrie et travail, Droit Social (Dalloz), 2019
- Les gilets jaunes et la question sociale, Droit Social (Dalloz), 2019
- Glottophobie et droit du travail, Droit Social (Dalloz), 2019
- L'autonomie collective, Droit Social (Dalloz), 2020
- Des chiffres et des êtres, Droit Social (Dalloz), 2020
- Le travail forcé en Chine, Droit Social (Dalloz), 2021

### Bücher
- Les contrats de travail conclus au titre des dispositifs publics de mise à l'emploi: contribution à l'étude des contrats de travail spéciaux. Université Lyon II, LGDJ, 2001, ISBN 2-275-02296-1. (französisch)
- mit Hubert Flichy: Licenciement : procédure, indemnités, contentieux. Dalloz, 2005, ISBN 2-247-06104-4. (französisch)
- L'information et la consultation du comité d'entreprise lors des restructurations d'entreprises. Lamy, 2008. (französisch)
- Rupture du contrat de travail: licenciement, rupture conventionnelle, procédure, contentieux. Dalloz, 2011, ISBN 978-2-247-07914-8. (französisch)
- Le droit du travail ivoirien. L'Harmattan, 2018, ISBN 978-2-343-14692-8. (französisch)
- Droit pénal de la sécurité et de la santé au travail. LexisNexis, 2021, ISBN 978-2-7110-3579-3. (französisch)